# Witkopmuisvogel
De witkopmuisvogel (Colius leucocephalus) is een vogel uit de familie Coliidae (muisvogels).

## Verspreiding en leefgebied
Deze soort komt voor in oostelijk Afrika en telt 2 ondersoorten:
- Colius leucocephalus turneri: noordelijk Kenia.
- Colius leucocephalus leucocephalus: van zuidelijk Ethiopië, zuidelijk Somalië, zuidoostelijk Kenia tot noordoostelijk Tanzania.